# TAI Anka
Il TAI Anka è un UCAV sviluppato dalla turca TAI per l'utilizzo da parte delle Forze armate turche. L’Anka è un UAV sviluppato per la sorveglianza a lunga autonomia a medie altitudini in grado di assolvere missioni ognitempo, diurne e notturne per il rilevamento e l'identificazione di bersagli terrestri e navali.

## Storia del progetto
Lo sviluppo di un nuovo sistema indigeno per un UAV da ricognizione capace di operare a media altitudine e lunga durata (MALE) per soddisfare i requisiti di ricognizione delle Forze armate turche fu avviato il 24 dicembre 2004. Il programma prevedeva lo sviluppo e la progettazione, inizialmente, di tre prototipi e un sistema di terra, che sarebbero stati testati entro la metà del 2011. Successivamente, nel 2012, sarebbe stata lanciata la produzione in serie dell'Anka-A e sarebbero stati costruiti altri 10 sistemi (ovvero 30 velivoli) per l'Aeronautica militare turca.
Il primo volo del prototipo dell'UAV Anka, della durata di 14 minuti, è avvenuto il 30 dicembre 2010. Il 5 maggio 2011, invece, TAI divulgo un video di un volo di prova del velivolo. In uno di questi voli, l'Anka-A effettuò una missione di test e calibrazione della durata di 2 ore e 30 minuti. Il 25 ottobre 2011, TAI annunciò che il suo UAV aveva completato con successo i successivi test di volo e atterraggio e che sarebbe entrato a far parte dell'inventario dell'Aeronautica turca nel 2012, ovvero, molto prima del previsto. Il filmato pubblicato da TAI mostrò anche la fase di atterraggio dell'Anka, che mise definitivamente a tacere tutte le speculazioni sui suoi problemi all'atterraggio. Il 22 novembre 2011, l'Anka effettuò un volo di prova a lunga durata ed a media altitudine, durato 6 ore e ad un'altitudine di 20 000 piedi, durante il quale venne mostrato per la prima volta il suo sistema automatico di decollo e atterraggio.

## Versioni

### Anka-S
Dotato di antenna satellitare aerotrasportata ad alta potenza ViaSat VR-18C, per trasmissioni sicure e collegamenti BLOS (Beyond Line-Of-Sight). Il computer autonomo, gestisce le fasi di volo con i waypoint. Traccia bersagli stazionari e obiettivi in movimento grazie al radar ad apertura di sintesi di bordo combinato ad un ISAR (Inverse Synthetic Aperture Radar) e a un radar GMTI (Ground Moving Target Indicator). Il sistema può raccogliere dati di intelligence in tempo reale, fare sorveglianza e ricognizione, piattaforma di comunicazione, acquisire bersagli, tracciarli e attaccarli, capacità acquisita di recente. Il carico utile è di 250 kg installato sotto le ali nei due piloni per le armi di vario tipo: un lanciatore per 4 missili Roketsan Smart Micro Munition MAM-L, dei pod per i minirazzi a guida laser Bozok o dei pod per 8 razzi a guida laser da 70 mm Cirit. Peso massimo al decollo è di 1,6 t, durata di 24 ore. Lungo 8,6 m e l'apertura alare di 17,6 m. L'Anka-S si è conquistato la fama di essere resistente ai tentativi di interferenza elettromagnetica. Pilotabile da una stazione di controllo biposto compatibile con la norma standard NATO STANAG 4586.

### Anka-B
Vola per la prima volta nel gennaio del 2015. Dotato di un radar ad apertura sintetica e un indicatore di movimento terrestre concepito da Aselsan. Inizialmente non armato, l’Anka-B è stato poi dotato di due piloni per quattro missili MAM-L.

### Anka-I
Variante da intelligence elettronica e da intelligence delle comunicazioni, utilizzata per lo spionaggio dalla National Intelligence Organization. Non è munita di comunicazioni satellitari.
A marzo 2021, l’SSB ha avviato il progetto Stand-Off-Jammer/Remote Jammer, per tale variante con nuove capacità di guerra elettronica. Un altro programma ribattezzato HAVA SOJ (Remote Electronic Support/Electronic Attack Ability in Air Platform) permetterà alla variante di disturbare o accecare i sistemi ostili, soprattutto nelle operazioni cross-border.

## Utilizzatori

### Governativi
Turchia
- Millî İstihbarat Teşkilatı

Anka-I

### Militari
Algeria
- Al-Quwwat al-Jawwiyya al-Jaza'iriyya

10 velivoli acquistati a marzo 2023.
 Ciad
- Force Aérienne Tchadienne

2 Anka-S consegnati a maggio 2023.
 Indonesia
- Tentara Nasional Indonesia Angkatan Udara

12 Anka-S selezionati a febbraio 2023 e ordinati nel luglio dello stesso anno.
 Kazakistan
- Forza di difesa aerea della Repubblica del Kazakistan

3 velivoli e tre stazioni di controllo a terra ordinati ad ottobre 2021, ma rivelati solo il 27 novembre successivo, con consegne nel 2023.
 Malaysia
- Royal Malaysian Air Force

3 Anka-S selezionati ad ottobre 2022 ed ordinati il 25 maggio 2023.
 Tunisia
- Al-Quwwat al-Jawwiyya al-Tunisiyya

Tre sistemi, ognuno su 2 velivoli a pilotaggio remoto Anka-S ed una Ground Control Station (GCS) ordinati a marzo 2020. 3 ANKA-S e tre stazioni di controllo a terra in consegna a dicembre 2020, per evitare la cancellazione del programma. Ulteriori 2 esemplari consegnati.
 Turchia
- Türk Hava Kuvvetleri

41 esemplari.
- Türk Kara Kuvvetleri

4 consegnati.
- Türk Deniz Kuvvetleri

4 Anka-B e 4 Anka-S in servizio all'agosto 2022.